# 윤우근
윤우근(尹祐根, 1972년 1월 13일~)은 대한민국의 로봇공학자이다. 기업인이고 한 그는 로봇 기업인 라이프 로보틱스의 창업자이자, 최고경영자, 최고기술책임자, 대표이사였다.